# Muñón Fondero
Muñón Fondero (oficialmente en asturiano: Muñón Fondiru) es una parroquia española del concejo de Lena, perteneciente a la comunidad autónoma de Asturias. En 2023, tenía empadronados 130 habitantes.